# 김광훈 (영화 감독)
김광훈(1963년~)은 조선민주주의인민공화국의 영화 감독이다.
1985년 4·25영화촬영소에서 경력을 시작한 그는 2012년에 영국의 니콜라스 보너와 벨기에의 안자 델르망 감독과 공동으로 《김동무는 하늘을 난다》를 제작했다. 해당 영화는 1980년대 이후 조선민주주의인민공화국 사람과 유럽 영화인들이 처음으로 합작한 작품이다.